# Xã Neche, Quận Pembina, Bắc Dakota
Xã Neche (tiếng Anh: Neche Township) là một xã thuộc quận Pembina, tiểu bang Bắc Dakota, Hoa Kỳ. Năm 2010, dân số của xã này là 37 người.